# Michael Evans (Wasserballspieler)
Michael „Mike“ Scott Evans (* 26. März 1960 in Fontana, Kalifornien) ist ein ehemaliger Wasserballspieler aus den Vereinigten Staaten. Er gewann eine olympische Silbermedaille sowie je einmal Gold und Silber bei Panamerikanischen Spielen.

## Karriere
Der 1,88 Meter große Michael Evans spielte mit der Nationalmannschaft der Vereinigten Staaten bei der Weltmeisterschaft 1986 in Madrid. Die Mannschaft belegte den vierten Platz hinter den Teams aus Jugoslawien, Italien und der Sowjetunion. Im Jahr darauf siegte das US-Team bei den Panamerikanischen Spielen in Indianapolis vor Kuba und Brasilien. Bei den Olympischen Spielen 1988 in Seoul erreichte die Mannschaft aus den Vereinigten Staaten trotz eines 7:6-Sieges über Jugoslawien in der Auftaktpartie der Vorrunde das Halbfinale nur als Gruppenzweite hinter den Jugoslawen. Nach einem 8:7 im Halbfinale gegen die Mannschaft aus der Sowjetunion verloren die Amerikaner das Finale mit 7:9 gegen die Jugoslawen. Evans warf im Turnier zehn Tore, davon eins im Endspiel.
Im Januar 1991 bei der Weltmeisterschaft in Perth gewann das US-Team seine Vorrundengruppe und belegte in der Zwischenrunde den zweiten Platz hinter den Ungarn, wobei der direkte Vergleich 9:9 ausging. Nach der Halbfinalniederlage gegen Jugoslawien traf das US-Team im Spiel um den dritten Platz erneut auf die Ungarn und verlor 12:13. Im August 1991 fanden in Havanna die Panamerikanischen Spiel statt. Im Finale unterlag das US-Team den Kubanern. Im Jahr darauf bei den Olympischen Spielen 1992 in Barcelona belegte das US-Team in der Vorrunde den zweiten Platz hinter dem Vereinten Team aus der GUS. Nach einer 4:6-Niederlage gegen Spanien im Halbfinale traten das US-Team und das Vereinte Team im Spiel um den dritten Platz wieder gegeneinander an und die  Mannschaft aus den Vereinigten Staaten verlor mit 4:8. Michael Evans erzielte im Turnier sieben Treffer. Nach den Olympischen Spielen 1992 trat Evans zurück, kehrte aber 1996 für die Olympischen Spiele in Atlanta ins Nationalteam zurück. Nach einem zweiten Platz in der Vorrunde unterlag die Mannschaft im Viertelfinale den Spaniern und belegte am Ende den siebten Rang. Evans erzielte noch einmal fünf Tore. Insgesamt bestritt er 207 Länderspiele für die USA.
Evans besuchte zunächst die Chaffey High School und dann die University of California, Irvine. Von 1983 bis 1996 spielte er im Verein bei der Newport Water Polo Foundation. Nach seiner aktiven Laufbahn arbeitete er ehrenamtlich als Trainer und Schiedsrichter. Im Hauptberuf war er in der Immobilienbranche tätig und gründete später eine Versicherungsfirma.